# Прогнозування загроз
Прогнозування загроз — це концептуальна основа, яка використовується, щоб допомогти міждисциплінарним групам уявити майбутні сценарії.

## Загальний опис
Це також процес, який уможливлює систематичне планування проти загроз на десять років у майбутньому. Використовуючи процес трансляції загроз, групи досліджують можливі майбутні загрози та те, як перетворити майбутнє, якого вони бажають, у реальність, уникаючи небажаного майбутнього. Трансляція загроз — це безперервний багатоступінчастий процес із введенням соціальних наук, технічних досліджень, історії культури, економіки, тенденцій, експертних інтерв'ю та науково-фантастичних історій. Ці вхідні дані сприяють дослідженню потенційних бачень майбутнього.
Після вивчення вхідних даних для впливу та застосування учасники створюють науково-фантастичну історію (прототипування наукової фантастики), засновану на десять років у майбутньому, щоб додати контекст навколо людської діяльності. Прототипування наукової фантастики складається з майбутньої історії про людину в місці, яка щось робить. Процес трансляції загроз призводить до створення багатьох потенційних сценаріїв майбутнього — одні майбутні є бажаними, а інші — ні. Визначення обох типів майбутнього (бажаного та небажаного) допоможе учаснику визначити, до якого майбутнього прагнути, а якого уникати. Використовуючи сценарії, учасники планують дії, необхідні в сьогоденні та через різні проміжки часу, працюючи над сценарієм десятирічного майбутнього. Ці дії допоможуть учасникам зрозуміти, як посилити або порушити цільовий майбутній сценарій. Прапори (попереджувальні події) також визначаються, щоб відобразити суспільні індикатори на рекомендованому шляху до цільового майбутнього. Коли в суспільстві з'являються ідентифіковані позначки, учасники трансляції загроз повертають їх до вихідного прогнозу, щоб побачити, чи йдуть вони на шляху до цільового майбутнього сценарію.

## Витоки
Дивіться також: Прототипування наукової фантастики.
Ідея трансляції загроз походить від Браяна Девіда Джонсона, прикладного футуриста, який у 2011 році вперше почав використовувати трансляцію загроз, також відому як кастинг у майбутньому, а також від Джорджа Хемінгуея з Stratalis Group, який запровадив концепцію кастингу у майбутньому для корпоративних компаній (стратегія та інноваційні промислові ринки, включаючи видобуток корисних компаній). Першими прихильниками трансляції загроз є Академія ВПС США, уряд Каліфорнії та Армійський кіберінститут у Військовій академії Вест-Пойнта. Офіційне використання терміна «загроза» приписується Брайану Девіду Джонсону